# IC 5358-1
IC 5358-1 — галактика типу E (еліптична галактика) у сузір'ї Скульптор.
Цей об'єкт міститься в оригінальній редакції індексного каталогу.